# Udmurtia
Republica Udmurtia (în limbile rusă Удму́ртская респу́блика, udmurtă Удмурт Элькун) este un subiect federal al Rusiei, o republică. Ijevsk este capitala Republicii Udmurtia.

## Geografia republicii
Udmurtia se află în zona de est a Câmpia Europei Răsăritene, între râurile Kama și Viatka.
- Suprafața: 42.100 km²
- Frontiere:  
  - interne: Regiunea Kirov (SV/V/NV/N), Ținutul Perm (NE/E), Republica Bașkortostan (SE) și Republica Tatarstan (S/SV)
  - apă Lacul de acumulare Votkinsk (E)
- Cel mai înalt punct: 332 m

### Ora locală
Udmurtia se află plasată pe fus orar al Samarei (SAMT/SAMST). Diferența fața de UTC este de +0400 (SAMT)/+0500 (SAMST).

### Râuri
Printre cele mai importante râuri se află:
- Cepța
- Ij
- Kama (râu navigabil)
- Kilmez
- Siva

### Lacuri
În afară de Lacul de acumulare Votkinsk (și care formează o parte a graniței răsăritene), în republică nu sunt lacuri cu întindere mare.

### Resurse naturale
Principalele resurse naturale ale Udmurtiei sunt țițeiul, turba și izvoarele de apă minerală. Cea mai mare parte a producției de petrol este exportată.
Aproximativ 40% din suprafața republicii este acoperită de păduri. Cele mai multe păduri sunt cele de conifere.

### Clima
Udmurtia are o climă continentală moderată, cu veri calde și ierni reci, cu multă zăpadă.
- Temperatura medie în ianuarie: −14.5 °C
- Temperatura medie în iulie: +18.3 °C
- Cantitatea medie de precipitații: 400–600 mm

## Populația
- Populația: 1.570.316 (2002)
  - Urbană: 1.094.338 (69,7%)
  - Rurală: 475.978 (30,3%)
  - Bărbați: 725.075 (46,2%)
  - Femei: 843.241 (53,7%)
- Femei la 1000 de bărbați: 1.160
- Vârsta medie: 35,8 ani
  - În mediul urban: 35,6 ani
  - În mediul rural: 36,1 ani
  - Bărbați: 32,8 ani
  - Femei: 38,4 ani
- Numărul de gospodării: 552.862 (cu 1.548.762 locuitori)
  - În mediul urban: 395.200 (cu 1.084.281 locuitori)
  - În mediul rural: 157.662 (cu 464.481 locuitori)
- Statistica demografică (2005)
  - Nașteri: 17.190 (rata natalității: 11,1)
  - Decese: 24.006 (rata mortalității: 15,5)
- Grupuri etnice

În conformitate cu rezultatele recensământului din 2002, rușii formau 60,1% din populația republicii, în timp ce etnicii udmurți formau doar 29,3% din populație. În republică mai trăiesc tătari, ucrainieni, mari și alte mici grupuri etnice, care formează mai puțin de 0,5% din populație. Aproximativ 0,2% din populație nu și-au declarat naționalitatea în timpul recensământului.
| Recensământul din | 1939             | 1959             | 1970             | 1979             | 1989             | 2002             |
| ----------------- | ---------------- | ---------------- | ---------------- | ---------------- | ---------------- | ---------------- |
| Udmurți           | 480 .014 (39,4%) | 475 .913 (35,6%) | 484 .168 (34,2%) | 479 .702 (32,1%) | 496 .522 (30,9%) | 460 .584 (29,3%) |
| Besermiani        | 2 .998 (0,2%)    |                  |                  |                  |                  |                  |
| Ruși              | 679 .294 (55,7%) | 758 .770 (56,8%) | 809 .563 (57,1%) | 870 .270 (58,3%) | 945 .216 (58,9%) | 944 .108 (60,1%) |
| Tătari            | 40 .561 (3,3%)   | 71 .930 (5,4%)   | 87 .150 (6,1%)   | 99 .139 (6,6%)   | 110 .490 (6,9%)  | 109 .218 (7,0%)  |
| Alții             | 19 .481 (1,6%)   | 30 .314 (2,3%)   | 36 .794 (2,6%)   | 43 .061 (2,9%)   | 53 .435 (3,3%)   | 53 .408 (3,4%)   |

## Istoria

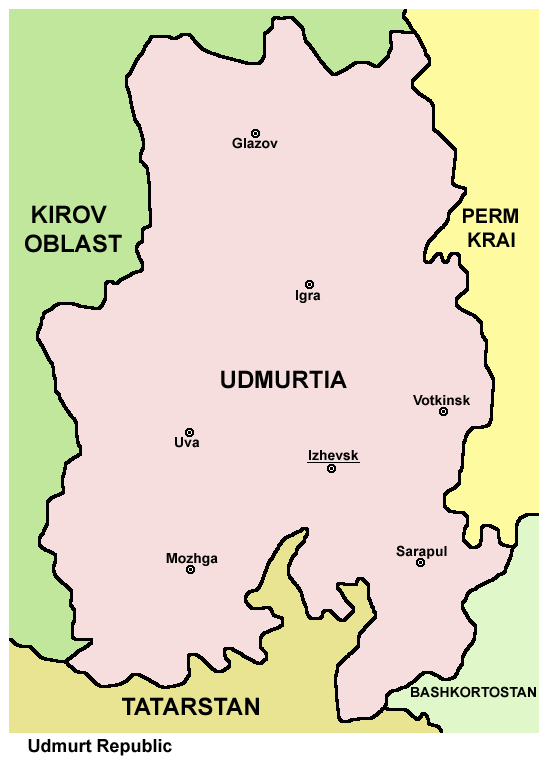
Harta Udmurtiei

O formațiune statală a Beiilor Ar ("Арские князья") s-a unit cu Rusia în secolul al XVI-lea.
Până pe 4 noiembrie 1920, când a fost înființată Regiunea Autonomă Voțk, teritoriul Udmurtiei din zilele noastre a fost împărțit între guberniile Kazan și Viatka. Pe 1 ianuarie 1932, Regiunea Autonomă Voțk a fost redenumită Regiunea Autonomă Udmurtă, care a fost ridicată pe 28 decembrie 1934 la rangul de republică autonomă. Pe 20 septembrie 1990, republica și-a schimbat numele cu cel din zilele noastre.

## Politica
Șeful statului udmurt este președintele, ales prin vot democratic pentru un mandat de 5 ani.
Parlamentul unicameral al republicii are 100 de deputați aleși prin vot popular pentru un mandat de cinci ani.
Constituția republicii a fost adoptată pe 7 decembrie 1994.

## Economia
Udmurtia este o republică industrializată. Cele mai importante ramuri sunt cele ale construcției de mașini, industriei chimice, ale petrolului și gazelor.

## Cultura
În Udmurtia funcționează opt teatre profesioniste, Societatea Filarmonică de Stat și un mare număr de muzee, printre care cel dedicat lui Piotr Ilici Ceaikovski din Votkinsk și unul dintre cele mai vechi muzee dedicate armelor aflat în capitala republicii.

## Învățământul
Cele mai importante instituții de învățământ superior sunt Universitatea de Stat a Udmurtiei, Universitatea Tehnică și Academia medicală de Stat din Ijevsk.

## Religia
Cei mai mulți cetățeni ai republicii sunt ortodocși ruși sau atei. Există și un mic număr de practicanți ai șamanismului respectiv ai Islamului, aceștia din urma fiind așa-numiții busurmani.